# East Hill-Meridian
East Hill-Meridian je obec v okrese King v americkém státě Washington. V roce 2010 zde žilo 29 878, z čehož 57 % tvořili běloši, 24 % Asiaté a 8 % Afroameričané. Z celkové rozlohy obce, která čítá 23,2 km², tvoří zhruba 0,5 % vodní plocha. Při prezidentských volbách roku 2004 zde Demokrat John Kerry získal 54% většinu.